# Fredrik Skagen
Pour les articles homonymes, voir Skagen (homonymie).
Fredrik Skagen, né le 30 décembre 1936 à Trondheim dans le comté de Sør-Trøndelag et mort le 20 juin 2017 dans la même ville[réf. nécessaire], est un écrivain et scénariste norvégien, auteur de roman policier et d'ouvrages de littérature d'enfance et de jeunesse.

## Biographie
Fredrik Skagen naît à Trondheim dans le comté de Sør-Trøndelag. Il travaille comme bibliothécaire avant de devenir romancier. Il est notamment connu pour ses récits policiers et ses ouvrages de fictions. Il a également écrit quelques histoires à destination de l'enfance et de la jeunesse et des pièces radiophoniques. Il est le scénariste de la série télévisée policière norvégienne God natt, elskede (2009).
Son roman policier Blackout (1998) est traduit en français sous le même titre chez Gaïa Éditions en 2002 dans la collection Polar.

## Œuvre

### Romans policiers
- Ulvene (1978)
- Forræderen (1979)
- Kortslutning (1980)
- Viktor! Viktor! (1982)
- Fritt fall (1983)
- Tigertimen (1984)
- Døden i Capelulo (1986)
- Menneskejegeren (1988)
- Alte Kameraden (1990)
- Landskap med kulehull (1991)
- Nemesis (1993)
- Dødelig madonna (1993) (avec Gunnar Staalesen)
- Skrik (1994)
- Nattsug (1995)
- Rekyl (1996)
- Blackout (1998) Publié en français sous le titre Blackout, traduction de Benjamin Coursaud, Larbey, Gaïa Éditions, coll. Polar, 2002, réédition, Paris, 10/18, coll. Domaine étranger no 3867, 2006.
- Drømmen om Marilyn (1998)
- Blomster og blod (2000)
- Blitz (2001)
- Fri som fuglen (2002)
- God natt, elskede (2007)

### Romans pour l'enfance et la jeunesse
- Pelle Maradona (1990)
- Otto og røverne (1992)
- En tyv i natten (1993)

### Autres romans et essais
- Jakten etter Auriga (1968)
- Jeg vet en deilig have (1970)
- Papirkrigen (1973)
- Alt står bra til med nordmennene (1980)
- Voldtatt (1985)
- Purpurhjertene (1987)
- Å drepe en sangfugl (1992)
- Når sant skal sies (1993)
- En by som ingen ainnen: Trondheim og jeg siden 1936 (2004)

## Filmographie

### Comme scénariste

#### Série télévisée
- 2009 : God natt, elskede

## Prix et distinctions notables
- Prix Riverton 1980 pour Kortslutning.
- Prix Cappelen 1986.
- Bokhandlerprisen 1987 pour Purpurhjertene.
- Prix Palle-Rosenkrantz 1987 pour Viktor ! Viktor !.
- Prix Clé de verre 1996 pour Nattsug.